# Herb gminy Tarnówka
Herb gminy Tarnówka – symbol gminy Tarnówka, ustanowiony w 1995.

## Wygląd i symbolika
Herb przedstawia na tarczy w polu błękitnym czerwoną tarczę zwieńczoną hełmem w koronie oraz okolonej elementami ozdobnymi, a na niej białą strzałę na złotym półpierścieniu. Jest to symbol rodu Działyńskich herbu Ogończyk i nawiązanie do polskości ziem gminy. 